# Epiophlebia diana
Epiophlebia diana (лат.) — вид стрекоз из реликтового рода Epiophlebia. Описан в 2012 году по личинкам, собранным в горах западной части китайской провинции Сычуань коллектором, известным как доктор D. C. Graham. Видовой эпитет дан в честь греко-римской богини-охотницы Дианы. Длина исследованной личинки составила 26,5 мм. Цвет — коричневый. Отличается от близкого вида Epiophlebia laidlawi широкими выемками по переднему краю верхней губы.